# Phyllachora perversa
Phyllachora perversa är en svampart som först beskrevs av Rehm, och fick sitt nu gällande namn av Theiss. & Syd. 1915. Phyllachora perversa ingår i släktet Phyllachora och familjen Phyllachoraceae.   Inga underarter finns listade i Catalogue of Life.